# 九州産業大学美術館
九州産業大学美術館（きゅうしゅうさんぎょうだいがくびじゅつかん）は、芸術教育研究として九州産業大学が設置・運営している美術館である。

## 外観
九州産業大学芸術学部を中心に美術、工芸、写真、デザインなど多くの美術作品を収集。学外にも公開し、地域の人々の楽しみと学習のための活動を行う拠点として発足。

## 沿革
- 2002年04月01日　開館
- 2002年04月26日　博物館相当施設に指定

## 来館案内
開館時間
10:00〜17:30

### 休館日
月曜日、お盆、年末年始

### 入館料
一般200円 (100円)　　学生100円(50円)
高校生以下は無料/団体(20名以上）は半額

### 交通
- 鉄道

JR鹿児島本線「九産大前」下車、徒歩5分
- バス

西鉄バス都市高速経由「唐の原」バス停下車、徒歩5分
天神郵便局前[18Aのりば]から都市高速経由
[26-Aまたは21-A]で約15分
- 車

都市高速経由で博多駅から約15分
天神から約15分、福岡空港から約20分
香椎東出口で降車、産大前の交差点を左折